# Molops
Molops е род бръмбари бегачи разпространен предимно на Балканите. Описани са 41 вида, от които в България се срещат 7 вида.

## Разпространение
Родът има най-голямо видово разнообразие на Балканския полуостров. На запад ареалът му достига до централна Европа, а на изток – до югозападна Азия и Кашмир.

## Местообитание
Повечето видове предпочитат гористи местности в планините, достигайки до алпийската зона.

## Начин на живот
Бръмбарите са хищни.

### Грижа за яйцата
Женските на много видове от род Molops се грижат за яйцата си до тяхното излюпване. Това поведение е рядкост сред бегачите и е наблюдавано единствено в трибус Pterostichini (към който принадлежи Molops) и само един вид извън него – Carterus calydonius. Смята се, че в Pterostichini това поведение е еволюирало като адаптация към по-студен климат, при който ембрионалното развитие протича по-бавно. Тъй като яйцата са беззащитни, дългото им развитие ги прави особено уязвими към хищничество и болестотворни микроорганизми.
Женската на видовете от Melops изкопава гнездова камерка в земята или в гниеща дървесина и снася сравнително малък брой яйца – 5÷12. Развитието им трае до 30 или повече дни, през които женската остава в камерката и навлиза в период на естивация. След излюпването им женската напуска гнездото. В повечето случаи женските са пасивни и ролята им за опазването на яйцата не е изяснена, но се предполага, че е свързана с предпазването им от плесени. Единствено при Molops piceus женската е наблюдавана да почиства яйцата си.

## Видове в България
В България се срещат 7 вида от род Molops:
- Molops alpestris (Dejean, 1828)
- Molops dilatatus Chaudoir, 1868
- Molops doderoi Schatzmayr, 1909
- Molops piceus (Panzer, 1793)
- Molops rhodopensis Apfelbeck, 1904
- Molops robustus (Dejean, 1828)
- Molops rufipes Chaudoir, 1843